# 山下勝
山下 勝（やました まさる、1917年8月17日 - 1942年）は、日本の陸上競技選手。
日中戦争の影響で中止となった1940年東京オリンピックの選手団に選出されていた。

## 来歴
福島県立白河高等学校で陸上競技を始め、1935年にインターハイの1500mで3位に入賞するなど活躍。
1936年に専修大学に進学。1939年に箱根駅伝（第20回大会）に出場し、当時のエース区間であった3区で区間賞を獲得し、同校の箱根駅伝初優勝に貢献した。
1940年の東亜競技大会の5000mにおいて、1936年ベルリンオリンピックで4位入賞を果たした村社講平を破り優勝。また、同年、日本陸上競技選手権大会の5000mと10000mで優勝。10000mでは、村社講平の7連覇を阻み優勝したことで、一躍脚光を浴びた。
1940年東京オリンピックの選手団にも選出されていたが、盧溝橋事件を発端に日中関係が悪化。日本への非難が高まり、東京オリンピック出場をボイコットする動きが各国で噴出。政府は、東京市に対して開催権を返上するよう命じ、オリンピックは幻となった。
専修大学卒業後、NHKに入社するものの、招集に応じ、陸軍に入隊。中国戦線に送られるが、1942に中華民国河北省にて戦死。享年24歳の若さであった。

## エピソード
- 2008年に、NHK-BSで「幻の祝祭〜1940東京五輪物語〜」が放送され、山下選手の物語が全国に知れることになった